# Moulin de Douvres
Le moulin de Douvres (ou de Douves) est un moulin à eau en ruine situé en bord de Marne sur la commune de Torcy.

## Historique
Le lieu est désigné en 855 sous le nom de in valla dubro (=la source dans la vallée). Sur un plan du XVIIe siècle, on note la présence d'un cours d'eau prenant sa source au niveau de l'actuelle route de Noisiel.
Le moulin originel date probablement de la fin du XIVe ou le début du XVe siècle. Il était destiné à moudre les céréales. Le bâtiment surélevé enjambait un bras de la Marne, la roue se trouvant en dessous. Un petit pont en pierre reliait le bâtiment à la rive.
Pendant les guerres de religion, il est brûlé en 1590 lors de l'assaut de Lagny par le duc de Parme Alexandre Farnèse et l'armée espagnole de Philippe II. Il n'est reconstruit qu'en 1629.
Le domaine est racheté par Jean-Antoine-Brutus Menier. Le moulin cesse son activité en 1904. Les lieux deviennent un site de canotage apprécié.
Le bâtiment du moulin est presque totalement détruit lors du bombardement de la gare de triage de Vaires-sur-Marne, pourtant distante de 2 km. Il ne reste qu'un mur avec une arche de soutènement et la maison du meunier.

## Aménagement paysager
Il a fait suite aux travaux menés entre le pont de Vaires-sur-Marne et le pôle nautique de Torcy. Il a notamment rattaché l'île de Douvres à la rive en laissant se combler le ruisseau du moulin. Cette île a été ouverte au public avec une passerelle piétonne permettant le franchissement de la zone humide .

## Sources de l'article

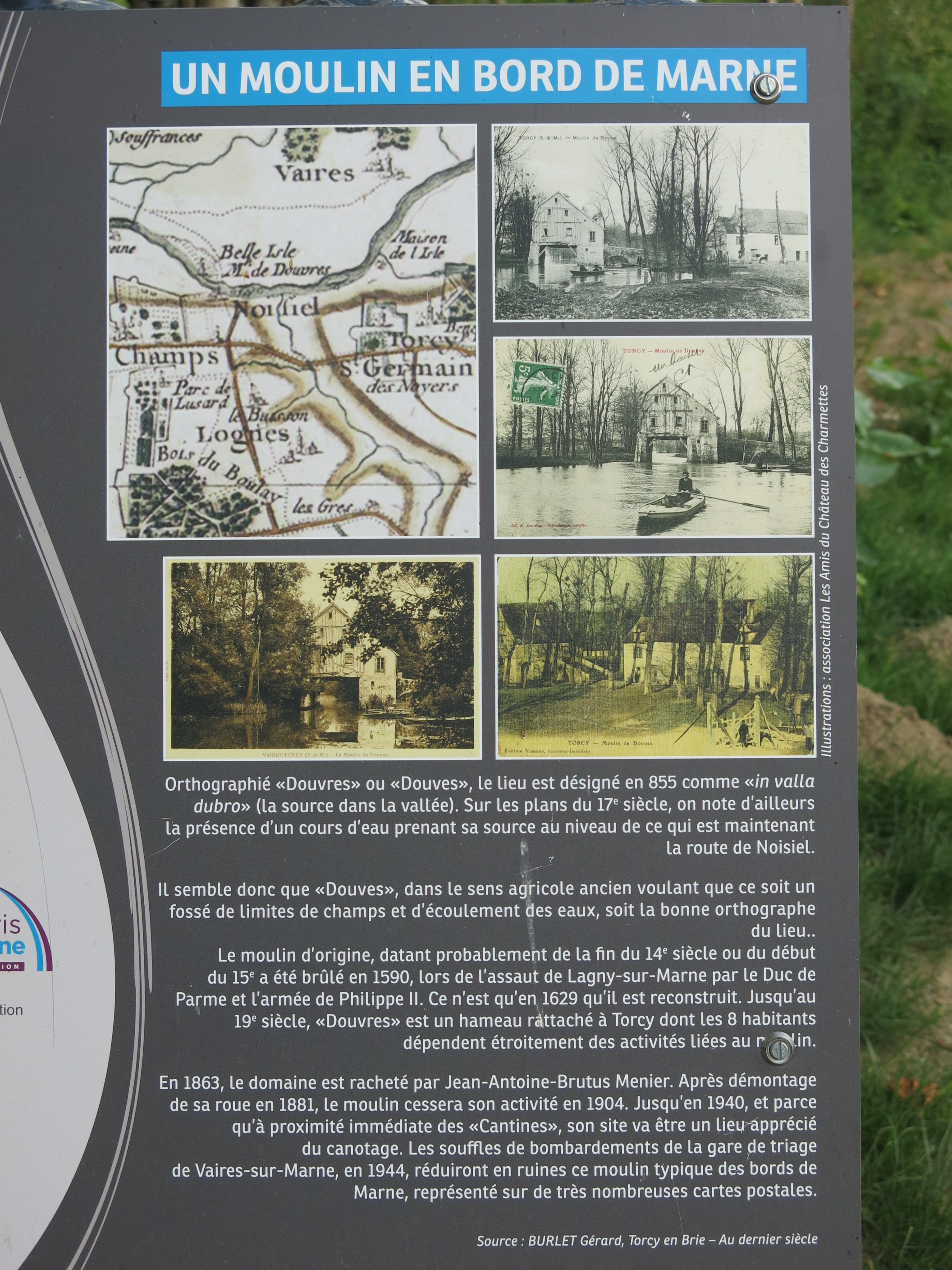
Plaque d'information

- Plaque d'information sur le site